# Ana Suárez
Ana María Suárez Utrero (Valencia, 10 ottobre 1987) è una cestista spagnola.